# Frank Himmer
Frank Himmer (* 1967 oder 1968) ist ein ehemaliger deutscher Rugbyspieler.
Er spielte unter anderem für die Vereine TSV Victoria Linden und Hannover 78. Zudem war er Mitglied der deutschen Nationalmannschaft und kam im Laufe seiner Karriere zu 17 Länderspieleinsätzen. In seiner persönlichen Erfolgsbilanz kann der nach Karriereende als Schiedsrichter in der Rugby-Bundesliga aktive Himmer den Gewinn von sieben deutschen Meisterschaften sowie drei Pokalsiege vorweisen. Seine Spielerlaufbahn beendete er 2001 im Alter von 33 Jahren, nachdem er sich aufgrund der Folgen des während eines Bundesligaspiels erlittenen Kieferbruchs nicht mehr insoweit erholte, dass eine Fortsetzung seiner Karriere möglich gewesen wäre.
Himmer trainiert die deutsche U-18-Nationalmannschaft und fungiert zudem seit 2010 Trainer und stellvertretender Abteilungsleiter des TSV Egestorf.